# Hebius sauteri
Espèce
Synonymes
- Tropidonotus sauteri Boulenger, 1909
- Amphiesma sauteri (Boulenger, 1909)
- Natrix copei Van Denburgh, 1909
- Amphiesma sauteri maximus Malnate, 1962

Statut de conservation UICN

 LC  : Préoccupation mineure
Hebius sauteri est une espèce de serpents de la famille des Natricidae. 

## Répartition
Cette espèce se rencontre entre 580 et 1 400 m d'altitude :
- en République populaire de Chine, dans les provinces du Jiangxi, du Guangxi, du Guangdong, du Fujian, du Sichuan, du Hubei, d'Anhui, du Chongqing, du Guizhou, du Hainan, du Hunan, du Yunnan et à Hong Kong ;
- à Taïwan ;
- dans le nord du Viêt Nam.

## Description
C'est un serpent ovipare.

## Étymologie
Cette espèce est nommée en l'honneur de Hans Sauter (1871–1943).

## Publication originale
- Boulenger, 1909 : Descriptions of Four new Frogs and a new Snake discovered by Mr. H. Sauter in Formosa.  Annals and Magazine of Natural History, sér. 8, vol. 4, p. 492-495 (texte intégral).